# Gholam Ali Haddad-Adel
 (février 2017).
Le contenu est difficilement compréhensible vu les erreurs de traduction, qui sont peut-être dues à l'utilisation d'un logiciel de traduction automatique.
Pour les articles homonymes, voir Haddad.
Gholam Ali Haddad-Adel (en persan : غلامعلی حداد عادل) (né à Téhéran en 1945) est ancien président et membre actuel de l'Assemblée consultative islamique (parlement iranien). Il est le premier président à ne pas être membre du clergé depuis la révolution iranienne de 1979.

## Biographie
Haddad-Adel obtient un doctorat en philosophie de l'Université de Téhéran en 1975 et est également titulaire d'une licence de physique de l'université de Téhéran et d'une maîtrise de physique de l'université de Shiraz.
Après la révolution iranienne, il s'inscrit au Parti de la république islamique. Il deviendra par la suite vice-ministre de la Culture et de l'Orientation islamique, vice-ministre de l'Éducation, puis directeur de l'Académie de Langue et de Littérature persanes, directeur exécutif de la fondation de l'encyclopédie islamique. Il a également aidé à mettre en place des Olympiades scientifiques en Iran.
Il est élu député de Téhéran dans les élections au Majles d'Iran en 2004. Il est ensuite élu comme porte-parole du Majles pour un an le 6 juin 2004, avec 226 voix sur 259 (il était le seul candidat).
Il est actuellement membre de l'académie de langue et de littérature persane, membre du haut conseil à la révolution culturelle et membre du Conseil de discernement.

## Vie privée
La fille d'Haddad-Adel s'est mariée à Mojtaba Khamenei, fils de l'Ayatollah Ali Khamenei, actuel Guide de la Révolution en Iran.

## Prise de position
D’après Haddad-Adel, le problème du hidjab dans la civilisation occidentale est une grande question. Il dit que, dans le livre de la nudité de culture et la culture de nudité, le problème est le matérialisme. En effet, le matérialisme est une culture privilégiée en Occident. Selon du matérialisme il n’y avait rien de valoir pour les cases pas matériaux. Selon Haddad-Adel, la religion avait un rôle importante sur l’éducation et établissement en Iran. Il croit qu'il y a la dominance de pensée religieuse sur l’éducation. Il dit que l’éducation religieuse est un résultat de la révolution islamique en Iran.

## Publications
- Ouvrages :
  - Farhang-e Berahnegi va Berahnegi-e Farhangi (« Culture de la nudité et nudité de la culture »), Soroush, Téhéran, 1980, traduit en ourdou, arabe et turc.
  - Haj : Namaaz-e Bozorg (« Hajj : la grande prière »), Sana, Téhéran, 2000.
  - Daaneshnaame-ye Jahaan-e Eslam (« L'encyclopédie du monde islamique »), Islamic Encyclopedia Foundation, Volumes 2-6 (éditeur), 1996-2001.
  - il est également auteur de livre de sociologie, de sciences sociales, et d'ouvrages sur le Coran pour à destination des lycées.
- Traductions :
  - Tamhidaat : Moghaddame-i baraaye har Maa-ba'd-ot-tabi'e-ye Aayande ke be onvaan-e yek Elm Arze Shavad, traduction de Prolégomènes à toute métaphysique future qui voudra se présenter comme science d'Emmanuel Kant, Iran University Press, Téhéran, 1988.
  - Nazariye-ye Ma'refat dar Falsafe-ye Kaant, une traduction de Théorie de la connaissance de Kant de Justus Hartnack, Fekr-e Rooz, Téhéran, 2000.
  - Traduction de Coran

Pendant 9 ans, Haddad-Adel a traduit le Coran de l'arabe vers le persan. Selon lui, cette traduction a été faite avec l’aide et la consultation d’autres chercheurs sur le Coran. Cette traduction est présentée à la 9e exposition internationale du Coran en Iran.Il a dit que la traduction de Coran était à la forme conceptuelle.